# Departament de Colón
El departament de Colón és un dels 18 departaments en què es divideix Hondures.

## Municipis
1. Balfate
2. Bonito Oriental
3. Iriona
4. Limón
5. Sabá
6. Santa Fe
7. Santa Rosa de Aguán
8. Sonaguera
9. Tocoa
10. Trujillo

## Història i geografia
L'origen del seu nom, va ser a partir del fet històric que va ser la primera terra ferma de Centreamèrica trepitjada per l'Almirall Cristòfor Colom, en la memòria del qual porta el seu nom.
Quan es va fer la primera divisió política territorial de 1825, Colón formava part de Yoro, fins a 1881, que amb una part de Yoro i la Mosquitia es va formar un nou departament. Amb l'objecte d'organitzar d'una manera convenient, l'autoritat superior va nomenar una comissió perquè recorregués i estudiés detingudament la Mosquitia, aquesta comissió va manifestar, que per ser governada, havia de dividir-se en tres Districtes.